# Tunesischer Dinar
Der Tunesische Dinar, in Tunesien D oder DT (Dinar Tunisien), arabisch دينار تونسي Dīnār tūnisī geschrieben, ist die Währung Tunesiens.
Es ist eine Tausenderwährung, das heißt 1 Dinar ist in 1000 Millimes (arabisch ملّيم Millīm) unterteilt, abgekürzt M. Im Volksmund werden die Millimes nach der Vorgängerwährung „Franc“ genannt. Preise für Alltagsgegenstände sind häufig in Millimes ausgezeichnet und werden auch so bezeichnet. Der Umrechnungskurs wird staatlich geregelt und ist überall gleich.
Derzeit gibt es Banknoten zu 50, 30 (nicht im normalen Umlauf erhältlich), 20, 10 und 5 Dinar und Münzen in den Nennwerten von 5, 2, 1 und 1/2 Dinar sowie 200, 100, 50, 20, 10, 5, 2 und 1 Millimes.
Am 18. Oktober 1958 wurde der Dinar die Währung Tunesiens. Die vorherige Währung, der Franc, wurde damals im Kurs 1000 Francs = 1 Dinar getauscht.
Die Währung ist nicht frei konvertierbar und darf weder ein- noch ausgeführt werden.

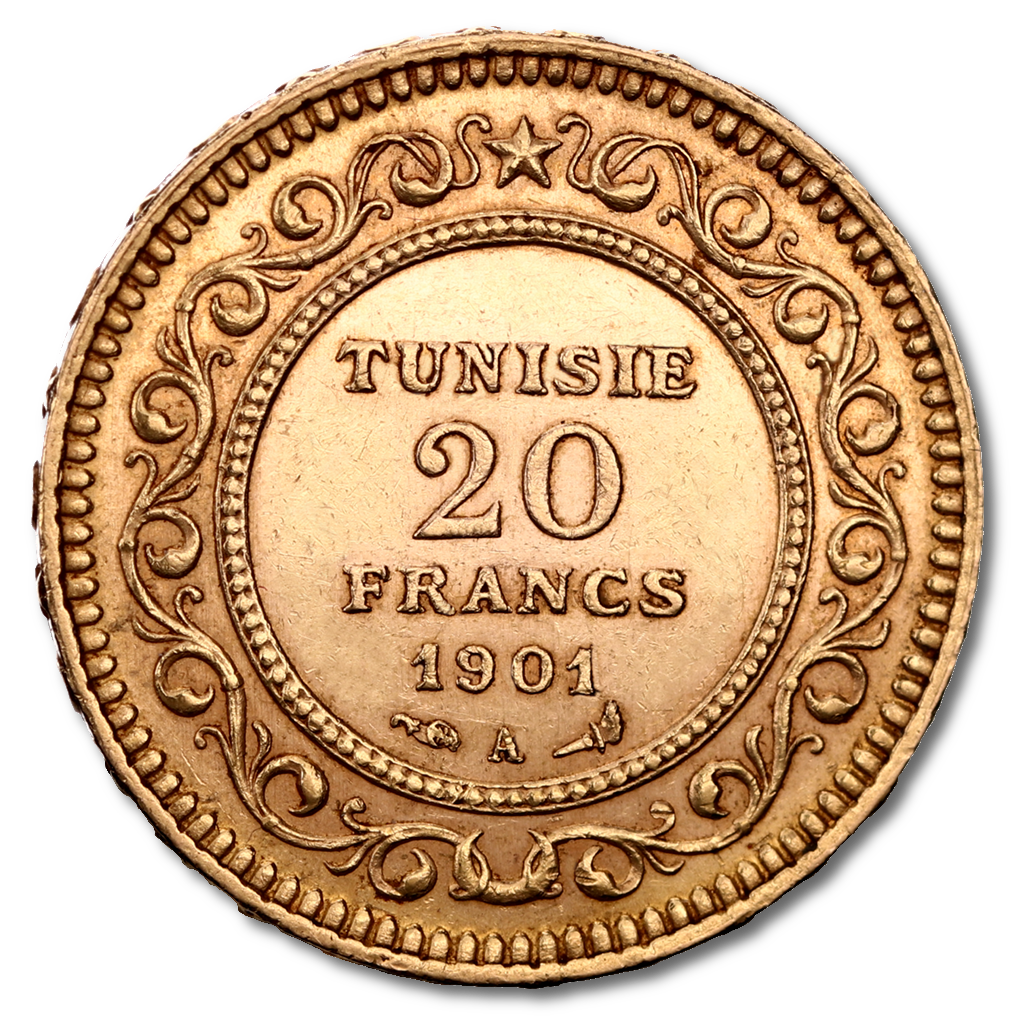
Vorgänger des Dinars: Tunesische Franc Goldmünze.
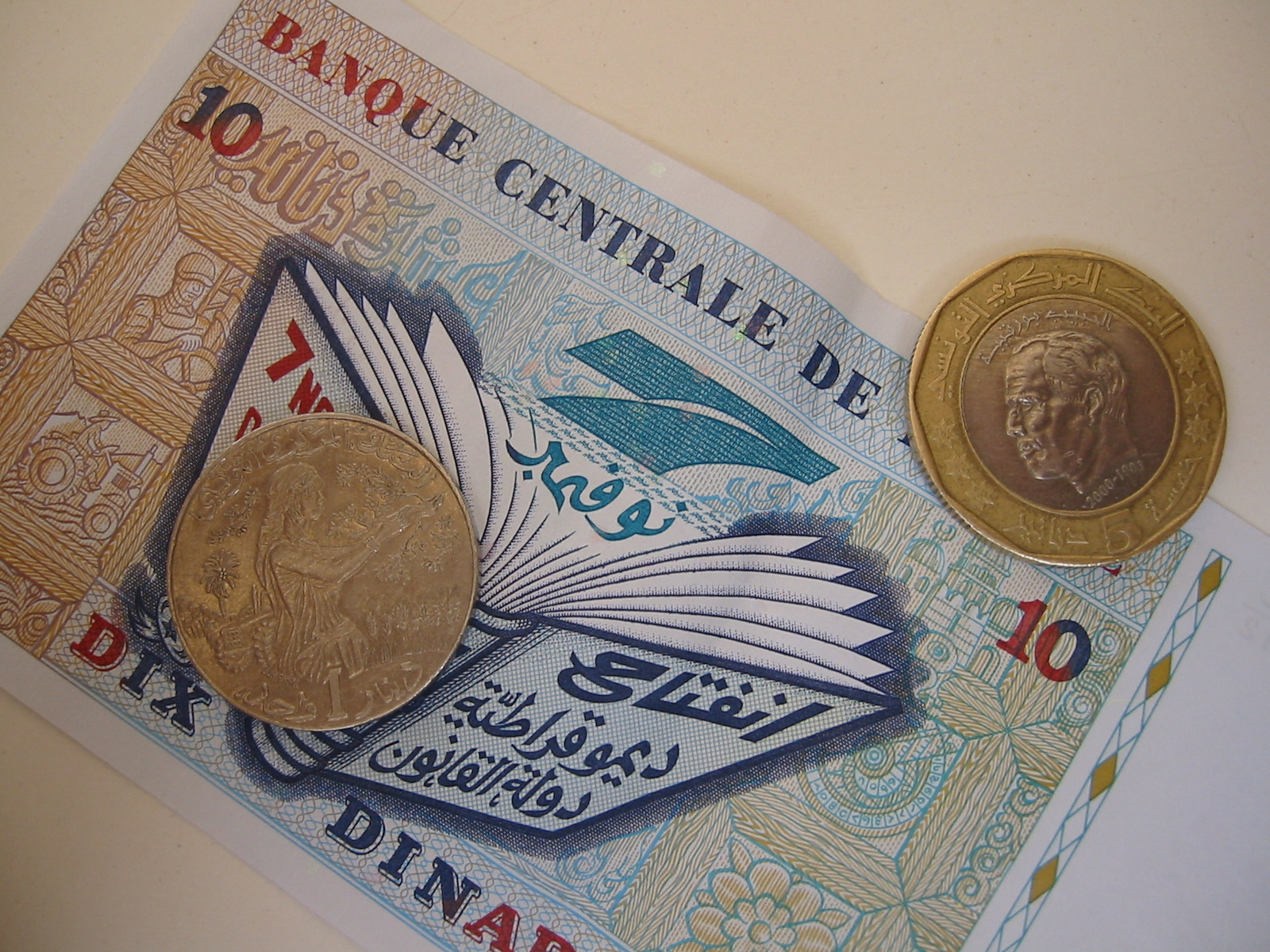
16 Tunesische Dinar als Geldschein und Münzen
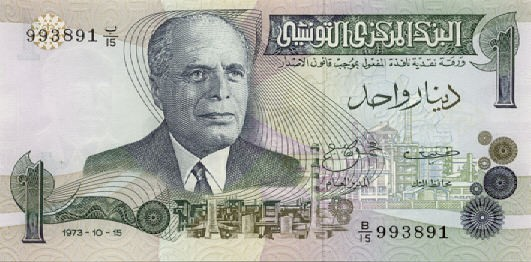
Tunesische Dinar
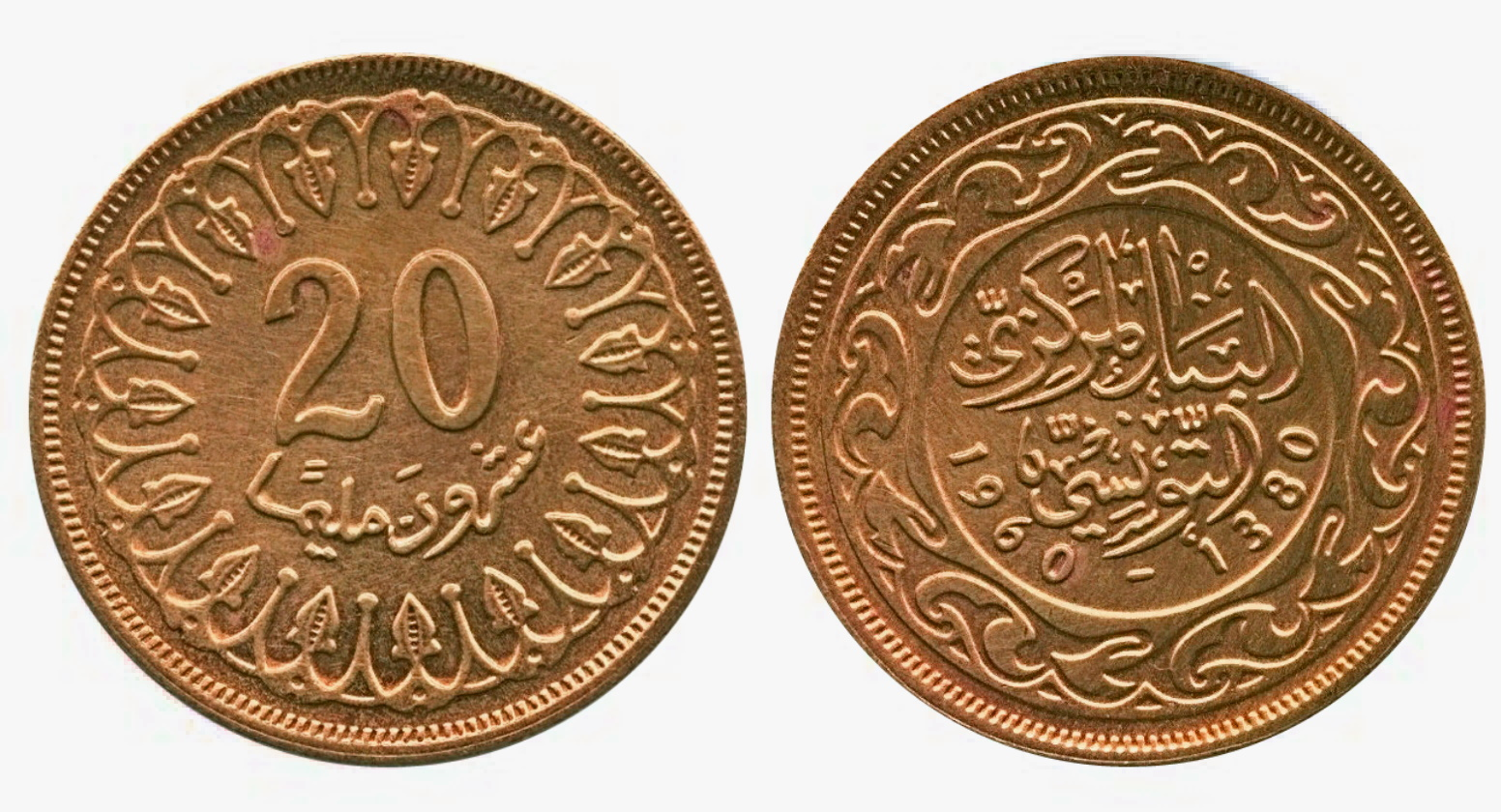
20 tunesische Millimes